# Madatyphlops comorensis
Madatyphlops comorensis is een slang die behoort tot de wormslangen (Typhlopidae) en het geslacht Madatyphlops.

## Naam en indeling
De wetenschappelijke naam van de soort werd voor het eerst voorgesteld door George Albert Boulenger in 1889. Het specimen dat hij beschreef was afkomstig uit de Comoren en had een lichaamslengte van 24,5 centimeter. Oorspronkelijk werd de wetenschappelijke naam Typhlops comorensis gebruikt. De slang werd later aan het geslacht Afrotyphlops toegekend.
De soortaanduiding comorensis betekent vrij vertaald 'wonend op de Comoren'.

## Verspreiding en habitat
De soort komt voor in delen van Afrika en leeft endemisch op de Comoren en dan alleen op het eiland Mayotte. De habitat bestaat uitsluitend uit door de mens aangepaste gebieden, namelijk plantages en aangetaste bossen.

## Beschermingsstatus
Door de internationale natuurbeschermingsorganisatie IUCN is de beschermingsstatus 'onzeker' toegewezen (Data Deficient of DD).